# Hassoumi Massoudou

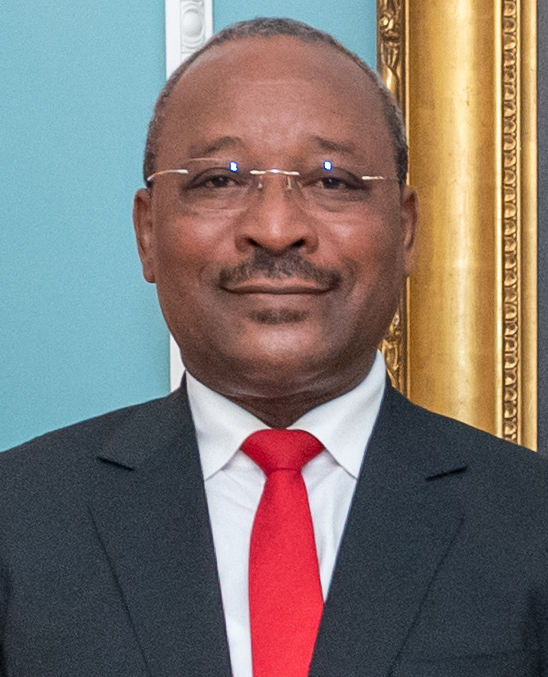
Hassoumi Massoudou (2022)

Hassoumi Massoudou (* 22. Oktober 1957 in Birni N’Gaouré; auch Hassoumi Masaoudou und Hassoumi Massaoudou) ist ein nigrischer Politiker.

## Leben
Hassoumi Massoudou besuchte das Lycée Issa Korombé in Niamey, das er mit einem Baccalauréat abschloss. Er wurde Ingenieur in Geologie an der Hochschule für Tiefbau in Yamoussoukro und Master in Geostatistik an der École nationale supérieure des mines de Paris. Er arbeitete von 1982 bis 1993 für das Bergbauunternehmen Compagnie Minière d’Akouta an der Erschließung von Uranlagerstätten in Niger.
Massoudou engagierte sich politisch in der Nigrischen Partei für Demokratie und Sozialismus (PNDS-Tarayya), deren Sekretär für Kommunikation er von 1991 bis 1995 war. Als die Partei 1993 an der Regierung beteiligt wurde, übernahm Massoudou das Amt des Ministers für Kommunikation, Kultur, Jugend und Sport, das er bis 1994 ausübte. Im Jahr 1995 war er stellvertretender Generalsekretär des PNDS-Tarayya.
Als Ibrahim Baré Maïnassara 1996 durch einen Militärputsch an die Macht kam, gehörte Hassoumi Massoudou, der aus ausgezeichneter Redner gilt, zu dessen prononciertesten Gegnern. Massoudou wurde festgenommen und mittels Scheinhinrichtungen gefoltert. Er wurde ohne Anklage wieder freigelassen. Er war während der bis 1999 dauernden Herrschaft Baré Maïnassaras als unabhängiger Berater tätig. Nach dem Tod des Staatschefs gehörte er dem Übergangsparlament an und war an der Entstehung der beim Referendum von 1999 angenommenen neuen Verfassung Nigers beteiligt. Er wurde bei den Parlamentswahlen von 1999 in die Nationalversammlung gewählt, der er bis 2004 angehörte. Dort wirkte Massoudou als Vorsitzender der Parlamentsfraktion des PNDS-Tarayya und als Mitglied des Finanzausschusses. Ferner war er Mitglied des Panafrikanischen Parlaments.
Ab 2005 arbeitete er erneut als unabhängiger Berater. Zudem war er Vizepräsident des staatlichen Wirtschafts-, Sozial- und Kulturrats. Massoudou übernahm die Aufgabe des Kampagnenleiters des PNDS-Tarayya für die Parlaments- und Präsidentschaftswahlen von 2011, die mit Siegen seiner Partei und deren Präsidentschaftskandidaten Mahamadou Issoufou endeten. Danach war er für Staatspräsident Issoufou als dessen Kabinettschef im Ministerrang tätig. Von 2013 bis 2016 war Hassoumi Massoudou Minister für Inneres, öffentliche Sicherheit, Dezentralisierung, Brauchtum und religiöse Angelegenheiten. Seit 2014 ist er außerdem Generalsekretär des PNDS-Tarayya. Er war 2016 für etwa ein halbes Jahr Verteidigungsminister und wurde noch im selben Jahr Finanzminister. Er wurde 2019 aus der Regierung entlassen, nachdem er, ohne vorab den PNDS-Tarayya-Vorsitzenden Mohamed Bazoum über diesen Schritt zu informieren, angekündigt hatte bei den Präsidentschaftswahlen von 2021 kandidieren zu wollen, was er letztlich nicht tat. Mohamed Bazoum gewann die Wahlen und holte Hassoumi Massoudou 2021 als Minister für auswärtige Angelegenheiten und Kooperation erneut in die Regierung. Im Juli 2022 traf Massoudou im Weißen Haus Jake Sullivan, den Nationalen Sicherheitsberater der Vereinigten Staaten, um die Zusammenarbeit beider Länder in den Bereichen Ernährungssicherheit, wirtschaftliche Entwicklung und Militärkooperation zu besprechen.
Mohamed Bazoums Regierung wurde beim Militärputsch am 26. Juli 2023 abgesetzt. Hassoumi Massoudou verlautbarte am 27. Juli 2023, dass die Regierung unter Bazoum weiterhin die rechtmäßige Regierung sei, und rief die Bevölkerung zum Widerstand gegen den Staatsstreich auf. Er erklärte sich selbst zum „interimsmäßigen Regierungschef“ Nigers. In der vom neuen Machthaber Abdourahamane Tiani am 9. August 2023 ernannten Regierung wurde Yaou Sangaré Bakary Minister für auswärtige Angelegenheiten, Kooperation und Auslandsnigrer. Massoudou ging ins Nachbarland Nigeria ins Exil, wo er sich weiterhin dafür aussprach, Mohamed Bazoum freizulassen und wieder als Staatsoberhaupt einzusetzen.
Hassoumi Massoudou ist verheiratet und hat vier Kinder.

## Ehrungen
- Kommandeur des Nationalordens Nigers
- Kommandeur der Ehrenlegion
- Offizier des Verdienstordens Nigers[1]